# ターミナリンク
スカイウェイ（英: Skyway、旧称ターミナリンク）は、テキサス州ヒューストンにあるジョージ・ブッシュ・インターコンチネンタル空港にて運行されている新交通システムである。
路線延長は1.1kmであり、空港警備を越えて空港の北側に沿って走行している。駅はターミナル A、ターミナル B、ターミナル Cおよびターミナル D/Eの計4駅が設けられ、5つの空港ターミナル全てに連絡している。
ジョージ・ブッシュ・インターコンチネンタル空港では、もう1つの交通システムとして1969年に開業したインター＝ターミナル・トレインが運行されている。
車両はボンバルディア製Innovia APM 100を12両使用している。電気方式は600Vの第三軌条、最高速度は50km/hで、旅客定員は80人である。
同型車両が、デンバー国際空港（AGT）、ハーツフィールド・ジャクソン・アトランタ国際空港（ザ・プレーン・トレイン）、サンフランシスコ国際空港（エアトレイン）およびタンパ国際空港でも見かけることができる。

## 歴史
ターミナリンク・システムは、ターミナル Cのターミナル Bの間を連絡する2駅、0.2kmの路線として1999年5月24日に開業した。2つのターミナル間には車両基地が設置されている。
当システムは、5,800万USドルの建設費用をコンチネンタル航空によって資金提供され、航空会社の2つの空港ターミナル間のアクセス性向上のために建設された。建設工事は計30ヶ月で完了し、またコンチネンタル航空による2億USドルの空港拡張計画の最終段階であった。
2001年には当システムがターミナル Cからターミナル Dへ0.9km延伸された。
拡張のための電気的研究は、当事業のためにケーブルおよびワイヤーを114km以上架設したTAGエレクトリック・カンパニーによって監修された。2008年前半には1億USドルの建設費用にて路線をターミナル Aまで延伸する工事が行われ、2010年に完成している。